# Фабијано (Пјаченца)
Фабијано је насеље у Италији у округу Пјаченца, региону Емилија-Ромања.
Према процени из 2011. у насељу је живело 348 становника. Насеље се налази на надморској висини од 191 м.